# (5455) Sourkov
(5455) Sourkov (désignation internationale (5455) Surkov) est un astéroïde de la ceinture principale.

## Description
(5455) Sourkov est un astéroïde de la ceinture principale. Il fut découvert le 13 septembre 1978 à Naoutchnyï par Nikolaï Tchernykh. Il présente une orbite caractérisée par un demi-grand axe de 2,25 UA, une excentricité de 0,12 et une inclinaison de 3,4° par rapport à l'écliptique.

## Compléments